# Sự nghiệp diễn xuất của Park Bo-young

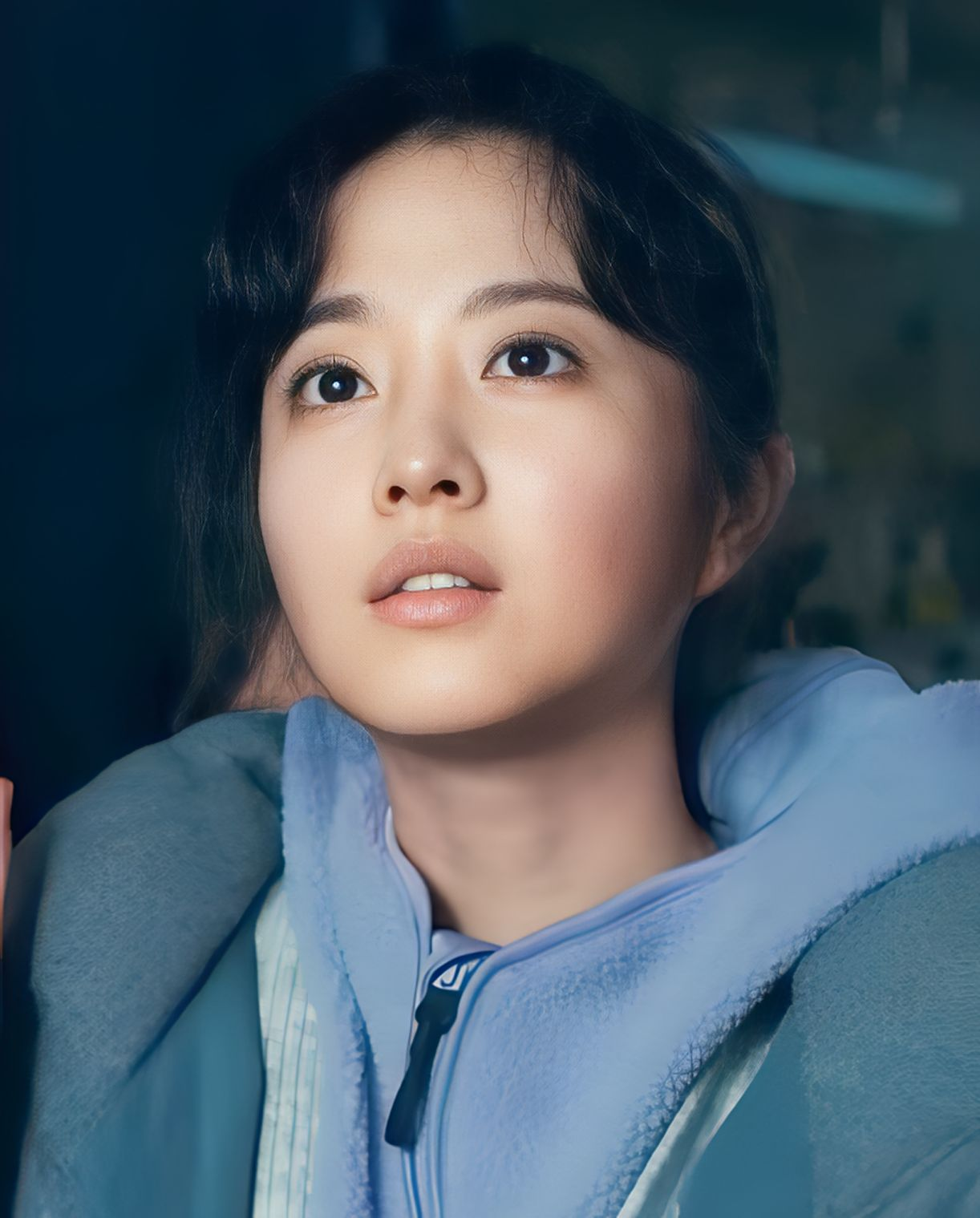
Park Bo-young năm 2023

Park Bo-young (tiếng Hàn: 박보영, sinh ngày 12 tháng 2 năm 1990) là một nữ diễn viên người Hàn Quốc.

## Phim điện ảnh
| Năm  | Tên                      | Vai                           | Ghi chú                | Nguồn  |
| ---- | ------------------------ | ----------------------------- | ---------------------- | ------ |
| 2005 | Equal                    | Kim Da-mi                     | Phim ngắn              | [ 1 ]  |
| 2008 | Our School's E.T.        | Han Song-yi                   |                        | [ 2 ]  |
| 2008 | The ESP Couple           | Hyun-jin                      |                        | [ 3 ]  |
| 2008 | Ông ngoại tuổi 30        | Hwang Jung-nam / Hwang Jae-in |                        | [ 4 ]  |
| 2009 | If You Were Me 4         | Kim Hee-soo                   | Phân đoạn: Chuyển tiếp | [ 5 ]  |
| 2011 | Rio                      | Jewel                         | Lồng tiếng             | [ 6 ]  |
| 2012 | Don't Click              | Se-hee                        |                        | [ 7 ]  |
| 2012 | A Werewolf Boy           | Sun-yi / Eun-joo              |                        | [ 8 ]  |
| 2013 | Snow Queen               | Gerda                         | Lồng tiếng             | [ 9 ]  |
| 2014 | Hot Young Bloods         | Park Young-sook               |                        | [ 10 ] |
| 2015 | Ngôi trường ma quái      | Cha Ju-ran / Shizuko          |                        | [ 11 ] |
| 2015 | Bạn trai tôi là người cá | Ju-jin                        |                        | [ 12 ] |
| 2015 | You Call It Passion      | Do Ra-hee                     |                        | [ 13 ] |
| 2018 | Ngày em đẹp nhất         | Hwan Seung-hee                |                        | [ 14 ] |
| 2023 | Địa đàng sụp đổ          | Myung-hwa                     |                        | [ 15 ] |

## Phim truyền hình
| Năm  | Tên                                    | Vai                                        | Kênh    | Ghi chú   | Chú thích     |
| ---- | -------------------------------------- | ------------------------------------------ | ------- | --------- | ------------- |
| 2006 | Bí mật sân trường                      | Cha Ah-rang                                | EBS     |           | [ 16 ]        |
| 2007 | Phù thủy Yoo Hee                       | Ma Yoo-hee thời trẻ                        | SBS     |           | [ 17 ]        |
| 2007 | Mackerel Run                           | Shim Chung-ah                              | SBS     |           | [ 18 ]        |
| 2007 | Đức vua và tôi                         | Hoàng Hậu bị phế truất Yoon So-Hwa lúc trẻ | SBS     |           | [ 19 ]        |
| 2008 | Jungle Fish                            | Lee Eun-soo                                | KBS2    |           | [ 20 ]        |
| 2008 | Strongest Chil Woo                     | Choi Woo-young                             | KBS2    | khách mời | [ 21 ]        |
| 2008 | Star's Lover                           | Lee Ma-ri lúc trẻ                          | SBS     | khách mời | [ 22 ]        |
| 2015 | Ma nữ đáng yêu (Oh My Ghost)           | Na Bong-sun                                | tvN     |           | [ 23 ]        |
| 2017 | Cô gái mạnh mẽ Bong-soon               | Do Bong-soon                               | JTBC    |           | [ 24 ]        |
| 2019 | Viên đá bí ẩn                          | Go Se-yeon / Lee Mi-do                     | tvN     |           | [ 25 ] [ 26 ] |
| 2021 | Một ngày nọ kẻ hủy diệt gõ cửa nhà tôi | Tak Dong-kyung                             | tvN     |           | [ 27 ]        |
| 2023 | Chút nắng ấm môi ngày                  | Jung Da-eun                                | Netflix |           |               |
| 2023 | Strong Girl Nam-soon                   | Do Bong-soon                               | JTBC    | Khách mời |               |
| 2024 | Cửa hàng ánh sáng                      | Kwon Young-ji                              | Disney+ |           |               |
| 2025 | Melo Movie                             | Kim Moo-bi                                 | Netflix |           |               |
| 2025 | Unknown Seoul                          | Yoo Mi-ji / Yoo Mi-rae                     | tvN     |           |               |

## Chương trình truyền hình
| Năm  | Tên                                                | Kênh         | Ghi chú                                         | Chú thích     |
| ---- | -------------------------------------------------- | ------------ | ----------------------------------------------- | ------------- |
| 2006 | 선생님과 함께하는 5월 이야기                       | —            | Phim tài liệu (Phong trào dân chủ Gwangju)      | [ 28 ]        |
| 2011 | Running man                                        | SBS          | Khách mời- tập 25                               |               |
| 2011 | 7-Day Miracle                                      | MBC          | Phim tài liệu (Tập 26)                          | [ 29 ]        |
| 2011 | KOICA's Dream - Peru                               | MBC          | Tình nguyện viên (Dự án đặc biệt)               | [ 30 ]        |
| 2012 | KOICA's Dream - El Salvador                        | MBC          | Tình nguyện viên (Dự án đặc biệt)               | [ 31 ]        |
| 2012 | Entertainment Relay                                | KBS          | Phần Ngày du kích                               | [ 32 ]        |
| 2012 | Arirang Our Great Heritage                         | MBC          | MC                                              | [ 33 ]        |
| 2013 | Violence-Free School – Now It's Your Turn to Speak | KBS          | Phim tài liệu                                   | [ 34 ]        |
| 2013 | Section TV                                         | MBC          | Chuyên mục Ngôi sao mới nổi                     |               |
| 2013 | Law of the Jungle in New Zealand                   | SBS          | Diễn viên                                       | [ 35 ]        |
| 2013 | Get It Beauty – Self                               | OnStyle      | Bright Peach Make-up (Phát sóng trong một tuần) | [ 36 ]        |
| 2013 | KOICA's Dream - Indonesia                          | MBC          | Tình nguyện viên (Dự án đặc biệt)               | [ 37 ] [ 38 ] |
| 2014 | Running man                                        | SBS          | Khách mời - tập 181                             |               |
| 2015 | Section TV                                         | MBC          | Chuyên mục Star-ting                            | [ 39 ]        |
| 2015 | Entertainment Weekly                               | KBS          | Phần Ngày du kích                               | [ 40 ]        |
| 2016 | We Kid                                             | Mnet         | Mentor                                          | [ 41 ] [ 42 ] |
| 2016 | KCON 2016 New York                                 | Mnet         | MC đặc biệt (với Im Si-wan)                     |               |
| 2018 | Cultwo Show                                        | SBS Power FM | DJ khách mời                                    | [ a ]         |
| 2018 | Actor & Chatter                                    | V Live       | Diễn viên nổi bật                               | [ 45 ]        |
| 2019 | Park So-Hyun's Love Game                           | SBS Power FM | DJ đặc biệt                                     | [ b ]         |
| 2019 | Running man                                        | SBS          | Khách mời đặc biệt- tập 441                     |               |

## Tường thuật
| Năm  | Tên                                                | Kênh | Ghi chú       | Chú thích     |
| ---- | -------------------------------------------------- | ---- | ------------- | ------------- |
| 2011 | KOICA's Dream - Peru                               | MBC  | Tập 2         | [ 48 ]        |
| 2012 | Human Documentary Love                             | MBC  |               | [ 49 ]        |
| 2013 | Violence-Free School – Now It's Your Turn to Speak | KBS  | Phim tài liệu | [ 50 ]        |
| 2013 | Sunday Cinema                                      | CGV  |               | [ 51 ]        |
| 2013 | KOICA's Dream - Indonesia                          | MBC  |               | [ 52 ] [ 38 ] |

## Góp mặt trong video âm nhạc
| Năm  | Tên bài hát                                     | Nghệ sĩ                   | Chú thích |
| ---- | ----------------------------------------------- | ------------------------- | --------- |
| 2007 | "Couldn't Help It" (오죽했으면)                 | Goo Jung-hyun             | YouTube   |
| 2007 | "Still Pretty Today" (오늘도 이쁜걸)            | Fly to the Sky            | YouTube   |
| 2008 | " 가슴아 제발 "                                 | Jung Yuri                 | YouTube   |
| 2008 | "Between Love and Friendship" (사랑과 우정사이) | Park Hye-kyung            | YouTube   |
| 2011 | "Only I Didn't Know" (나만 몰랐던 이야기)       | IU                        | YouTube   |
| 2011 | "Fiction"                                       | Beast                     | YouTube   |
| 2013 | "That's My Fault" (슬픈 약속) (Drama ver.)      | Speed feat Kang Min-kyung | YouTube   |
| 2013 | "It's Over" (Drama ver.)                        | Speed                     | YouTube   |
| 2013 | "It's Over" (Dance ver.)                        | Speed feat Park Bo-young  | YouTube   |